# Алтин Лала
Алтин Лала (на албански: Altin Lala) е бивш албански футболист, понастоящем треньор на албанския национален отбор до 19 г. През цялата си професионална кариера играе за германски отбори, като 12 сезона е част от Хановер 96. Между 2004 и 2008 г. Лала е капитан на Хановер. Има 79 мача и 3 отбелязани гола за националния отбор на Албания.
Заради своята борбеност Лала е наречен от феновете на Хановер „Бойния гном“.

## Клубна кариера
Започва кариерата си в юношеските формации на Динамо Тирана. През 1991 г. емигрира в Германия след турнир на юношеския национален отбор до 16 г. Известно време живее в бежански лагер във Фулда, преди да започне да тренира в местния Борусия. По това време Лала не знае друг език, освен албански и общува чрез жестове, но след два сезона в младежкия тим, се утвърждава в първия състав на Борусия (Фулда), играещ в Оберлига Хесен. След 2 сезона в аматьорската лига, Лала преминава в Хановер 96.
Дебютира за Хановер на 30 юли 1998 г. в мач от Втора Бундеслига срещу Карлсруе. През сезон 2001/02 печели Втора Бундеслига, което е и единственият трофей в кариерата на Лала. В Първа Бундеслига Хановер е тим от средата на таблицата, като често завършва във втората десетка. През 2004 г. полузащитникът е избран за капитан на тима, като носи лентата до началото на сезон 2007/08, когато тя е дадена на вратаря Роберт Енке. През сезон 2010/11 Хановер финишира на 4-та позиция, даваща право на участие в Лига Европа. През целия сезон обаче Лала изиграва само 10 двубоя. За Хановер 96 албанецът записва близо 300 мача, в които вкарва 9 гола.
През 2012 г. по препоръка на бившия си съотборник Михаел Тарнат Лала преминава в Байерн II. След 3 мача в състава на втория тим на „баварците“ обаче Лала слага край на кариерата си поради честите си контузии.

## Национален отбор
Играе за албанския национален отбор между 1998 и 2011 г. Записва 79 мача за тима, което е рекорд, докато Лала е активен футболист. По-късно рекордът е подобрен от Лорик Цана. От 2007 до 2011 г. Алтин е капитан на Албания. Помощник-треньор е на Джани де Биаси при класирането на Албания на Евро 2016.

## Успехи
- Втора Бундеслига – 2001/02